# Mysidopsis acuta
Mysidopsis acuta är en kräftdjursart som beskrevs av Hansen 1913. Mysidopsis acuta ingår i släktet Mysidopsis och familjen Mysidae. Inga underarter finns listade i Catalogue of Life.